# La Guillermie
La Guillermie is een gemeente in het Franse departement Allier (regio Auvergne-Rhône-Alpes) en telt 159 inwoners (1999). De plaats maakt deel uit van het arrondissement Vichy.
Het is een kleine gemeente waar, net als vele andere kleine gemeenten in Frankrijk, er na 1960 enorm veel uitstroom is geweest van jongeren die in grotere plaatsen naar school gingen en nimmer terugkeerden om zich in het dorp te (her)vestigen. Inmiddels wordt La Guillermie 'her-ontdekt' en vindt er hier en daar nieuwbouw plaats en worden oude woningen gerestaureerd/gerenoveerd. La Guillermie ligt midden tussen de bossen maar is uitstekend bereikbaar, ook met openbaar vervoer. Op korte afstand liggen de plaatsen Ferrières-sur-Sichon, Le Mayet-de-Montagne en iets verder (ca. 35 a 40 km) liggen Vichy en Clermont-Ferrand. La Guillermie heeft een kleine (mooie) kerk, een schoolgebouw, ca. 75 a 100 woningen, een kleine bar/restaurant en een camping.
De regio wordt steeds meer populair vanwege haar enigszins 'ruige' natuurschoon en de vele bossen.

## Geografie
De oppervlakte van La Guillermie bedraagt 11,9 km², de bevolkingsdichtheid is 13,4 inwoners per km².
De onderstaande kaart toont de ligging van La Guillermie met de belangrijkste infrastructuur en aangrenzende gemeenten.

## Demografie
Onderstaande figuur toont het verloop van het inwonertal (bron: INSEE-tellingen).
Vanwege een beveiligingsprobleem met de MediaWiki Graph-software is het momenteel niet mogelijk deze grafiek weer te geven. Zodra de software is bijgewerkt zal de grafiek vanzelf weer zichtbaar worden.